# Tizoughrane
Tizoughrane  (in arabo تيزغران‎?) è un centro abitato e comune rurale del Marocco situato nella provincia di Tiznit, regione di Souss-Massa. Conta una popolazione di 4 769 abitanti (censimento 2014).